# Calophyllum thwaitesii
Calophyllum thwaitesii är en tvåhjärtbladig växtart som beskrevs av Jules Émile Planchon och Triana. Calophyllum thwaitesii ingår i släktet Calophyllum och familjen Calophyllaceae. Inga underarter finns listade i Catalogue of Life.